# Triphosa nigralbata
Triphosa nigralbata là một loài bướm đêm trong họ Geometridae.